# Baita, Liaoyang
Baita är ett stadsdistrikt och säte för stadsfullmäktige i Liaoyang i Liaoning-provinsen i nordöstra Kina.